# Forêts tempérées de kauris de l'île du Nord
Localisation
Les forêts tempérées de kauris de l'île du Nord forment une écorégion définie par le fonds mondial pour la Nature (WWF). Elle couvre l'extrémité nord-ouest du territoire de l'île du Nord en Nouvelle-Zélande. Elle appartient à l'écozone australasienne et au biome des forêts tempérées décidues et mixtes. 